# Mutinerie de Bogra en 1977
La mutinerie de Bogra en 1977 était une mutinerie dans le cantonnement de Bogra le 30 septembre 1977.

## Contexte
Ziaur Rahman était le chef d'état-major de l'armée. Il a été l'administrateur en chef de la loi martiale après l'assassinat de Sheikh Mujibur Rahman. Le 21 avril 1977, le président Abu Sadat Mohammad Sayem démissionne et Zia devient président du Bangladesh,. En juillet 1977, le cantonnement de Bogra est le théâtre d'une nouvelle mutinerie qui conduit à la dissolution de l'unité mutinée. La cause de cette mutinerie était le ressentiment à l'égard d'une augmentation de salaire jugée insuffisante.

## Événements
La mutinerie a eu lieu dans le cantonnement de Bogra sous la direction du lieutenant-colonel Zaman. La phase de Bogra de la mutinerie a commencé le 30 septembre 1977 et a gagné la ville de Dacca le 2 octobre de la même année,. Le gouvernement du Bangladesh était préoccupé par le détournement du vol 472 (en) de Japan Airlines qui avait atterri à l'aéroport de Dacca. Des hommes enrôlés ont tué leurs officiers et des coups de feu ont été signalés dans la ville de Bogra. Le 22e régiment du Bengale s'est mutiné.
Les troupes rebelles se sont emparées de la radio gouvernementale en début de journée et ont déclaré qu'« une révolution armée réussie a eu lieu avec l'aide de l'armée, de la marine, de l'armée de l'air, des étudiants et de la police ». Des coups de feu sporadiques ont éclaté à l'aéroport après que les terroristes japonais ont fini d'échanger 59 otages du détournement d'avion contre une rançon de 6 millions de dollars et six camarades emprisonnés.
Pendant ce temps, un autre groupe de rebelles tente de s'emparer de la tour de contrôle de l'aéroport de Dacca où le vice-maréchal de l'air Abdul Gafoor Mahmud (en) et d'autres officiers supérieurs du gouvernement sont en train de négocier avec les pirates de l'air japonais. Les combats se poursuivent et les mutins capturent un certain nombre d'officiers de l'armée de l'air et exécutent 11 d'entre eux par peloton d'exécution. Outre Ansar Chowdhury, il s'agissait du commandant d'escadre Anwar Ali Shaikh, du chef d'escadron Md. Abdul Matin, et le capitaine de groupe Raas Masud, qui était également le mari de la sœur du vice-maréchal A. G. Mahmud. Le vice-maréchal lui-même et un certain nombre de hauts fonctionnaires s'en sont sortis indemnes et, après une journée de bataille intense, le vice-maréchal Mahmud, le commodore de l'air Wahidullah et le capitaine de groupe Saiful Azam ont finalement pu désarmer les mutins le 3 octobre 1977.
Après l'échec de la mutinerie, des centaines de soldats sont exécutés et enterrés dans des fosses communes à Râjshâhî.